# Walserherbst
Walserherbst est un festival culturel qui se déroule dans le parc de la biosphère Großes Walsertal dans la région de Voralberg en Autriche.
Depuis 2004 et tous les deux ans, le programme propose une grande variété d’événements tels que des lectures, des concerts d’artistes internationaux jouant dans différents lieux et auberges, des expositions, des ateliers et des journées cinématographiques avec des films d'auteur et des documentaires européens contemporains. Dans la vallée voisine, le festival littéraire « Literaturfest Kleinwalsertal » se déroule chaque année à l'automne.

## Histoire
Le manque de propositions et d’engagement dans les pratiques artistiques et culturelles dans la grande vallée de la Walser, ont incité Dietmar Josef Nigsch à fonder le festival Walserherbst en 2004, le festival est aujourd’hui co-dirigé avec Eugen Fulterer. L'événement biennal d'art et de culture contemporains et se déroule sur trois semaines à la fin de l’été dans le parc de la biosphère de Großes Walsertal, dans le Vorarlberg. La volonté de la programmation artistiques est d’allier tradition et culture contemporaine, avec son engagement culturel, Dietmar Josef Nigsch (sa biographie en allemand) a eu un impact durable sur le théâtre libre et la scène culturelle du Vorarlberg.
Le slogan du festival est Das steilste Festival mitten in den Bergen! « Le festival le plus raide au milieu des montagnes » 

## Présentation
Le Walserherbst fait référence et interagit avec son environnement géographique et social notamment à travers la collaboration avec la biosphère et les différents lieux culturels locaux. De nombreux nouveaux lieux de rencontres ont été lancés, d'anciens ont été réactivés ou d’autres sont utilisés différemment par l’intermédiaire du festival. On peut noter notamment la zone culturelle du Ruinen Blumenegg ou l' auberge de village Falva à Blons qui est transformée en café Walser pendant le festival ou le Großes Walsertal Museum qui sert aussi de lieux d’exposition photographique.
Le festival qui s’étend sur trois semaines propose également une programmation musicale diversifiée et investie notamment des lieux de culte avec les églises sonores. L’édition 2020 devaient par exemple voir des concerts du Trio Ritter-Lechner-Coleman, et du duo Essenz feat. Annika Rink- et l'ensemble Radix, avec Simon Mayer, rassembler musique et danse dans une église de montagne à Wals.
Le conservatoire de musique du Walserherbst présente aussi des collaborations entre danseurs et cinéastes en coopération avec le musée du Vorarlberg.
Le Walserherbst offre également une variété d’événements autour de la cuisine et de la culture et de l’architecture avec des ateliers et des mises en place d'œuvres d’art dans la vallée.
Les Walserherbst Filmtage (les journées du cinéma) présentent toujours une programmation autour des auteurs et des documentaires européens contemporains. En 2020, une journée du court métrage devait avoir pour la première fois.

## Edition 2020-21
Avant son report à 2021,, l’édition 2020 du Walserherbst devait aussi marquer les 20 ans du parc de la biosphère Großes Walsertal.
Et en collaboration avec celle-ci, le festival devait démarrer une discussion thématique autour de « Alles Verkehr (t) »   [Le tout traffic (trafiqué)] et proposer des conférences, des films, une exposition et les résultats d’une étude et des discussions entre les résidents sur l’avenir de la mobilité dans la région.